# チェンバおおまち
チェンバおおまち（CHAMBER OMACHI）は福島県福島市中心部にある文化施設。起業支援や大学の講座など人材育成に重きを置く。地上5階、地下1階のビル形式。

## 概要
- 以前は福島県商工会館という建物で、福島商工会議所が入居していたが、2003年（平成15年）に福島駅西口に完成したコラッセふくしまに商工会議所が移転したため、空きビルとなったのを整備して2004年（平成16年）10月に開設された。
- チェンバという名前は英語の「会議室」からとられていて、県民から公募された。
- 1階のチャレンジショップは福島市が起業を目指す市民のために開放しているスペースである。

## フロア
- 地階 中華料理店
- 1階　チャレンジショップテナント、街の情報空間「きたさん」
- 2階　NHK文化センター
- 3階　福島大学サテライトキャンパス
- 4階　福島県銀行協会、福島経営者協会
- 5階　福島市大町起業支援館

玄関には温度計が設置してある。　

## 所在地
福島市大町4-15

## 交通アクセス
- 福島駅から徒歩10分